# Manoel Alexandrino Ferreira da Cunha
Manoel Alexandrino Ferreira da Cunha (* 26. November 1880; † nach 1941) war ein brasilianischer Offizier, zuletzt im Range eines Brigadegenerals.

## Leben
Cunha absolvierte eine Offiziersausbildung im Heer (Exército Brasileiro) der Streitkräfte (Forças Armadas do Brasil) und fand im Anschluss verschiedene Verwendungen als Offizier sowie Stabsoffizier. Zuletzt war er im Range eines Brigadegenerals zwischen 1939 und 1941 Kommandeur der 2. Kavalleriedivision.

## Weblink
- Eintrag in Generals.dk

| Personendaten    | Personendaten                         |
| ---------------- | ------------------------------------- |
| NAME             | Cunha, Manoel Alexandrino Ferreira da |
| KURZBESCHREIBUNG | brasilianischer Brigadegeneral        |
| GEBURTSDATUM     | 26. November 1880                     |
| STERBEDATUM      | nach 1941                             |